# Scopula pseudocorrivalvaria
Scopula pseudocorrivalvaria är en fjärilsart som beskrevs av Eugen Wehrli 1932. Scopula pseudocorrivalvaria ingår i släktet Scopula och familjen mätare. Inga underarter finns listade.